# Burgkapelle (Abenberg)

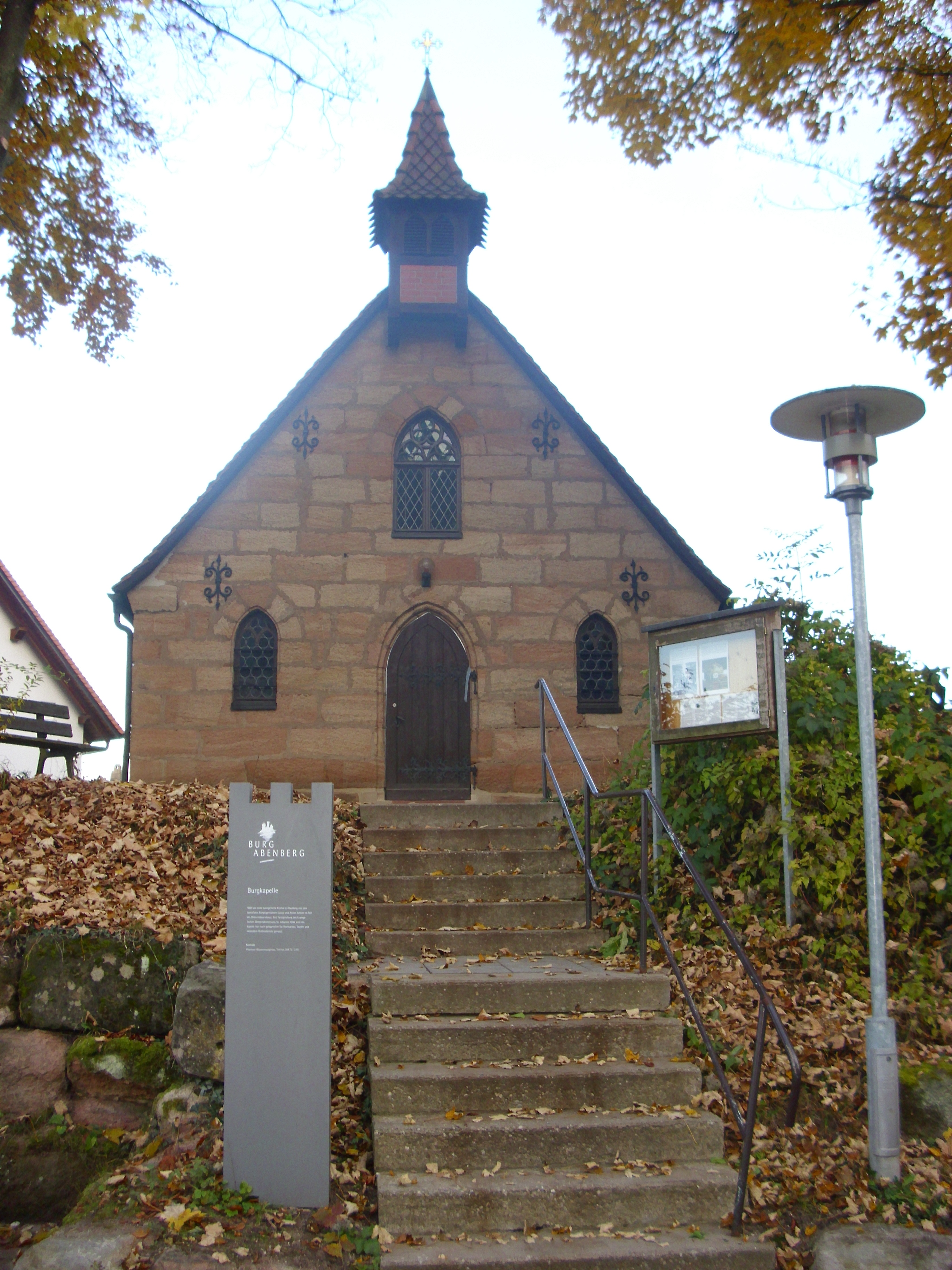
Burgkapelle, Ostseite

Die Burgkapelle in Abenberg gehört zur evangelisch-lutherischen Kirchengemeinde St. Jakobus (Dürrenmungenau) (Dekanat Windsbach).

## Geschichte
Die Einwohner evangelisch-lutherischer Konfession waren seit 1833 nach St. Jakobus in Dürrenmungenau gepfarrt. Als ihre Zahl um 1880 auf 100 angewachsen war, suchte man einen Andachtsraum in Abenberg. Der damalige Burgherr, der württembergische Hauptmann a. D. und Kammersänger Anton Schott, der für seine evangelisch-lutherische Frau den ehemaligen Schafstall zur Kapelle herrichten ließ, bot diesen als Andachtsraum an. Am 23. Oktober 1884 wurde in einem Vertrag zwischen Anton Schott und Pfarrer Hensolt der Kirchengemeinde die kostenlose Nutzung der Kapelle für alle Zeiten zugesichert. Am 26. Oktober 1884 wurde die Kapelle eingeweiht.
Ursprünglich hielt der Dürrenmungenauer Pfarrer hier jährlich sechs Predigt- und zwei Abendmahlsgottesdienste. Nachdem Ende der 1970er Jahre die Zahl der Evangelischen in Abenberg auf 300 angewachsen war, wurde der monatliche Gottesdienst eingeführt, 1991 der sonntägliche.

## Baubeschreibung
Die Burgkapelle, ein erdgeschossiger Sandsteinquaderbau mit Satteldach und einem Glockentürmchen als Dachreiter an der Westseite, wurde im neugotischen Stil errichtet. An der Ostseite befindet sich ein Spitzbogenportal, links und rechts davon und darüber Spitzbogenfenster. An der Nordseite gibt es zwei Zweiergruppen mit kleinen Rechteckfenstern, an der Südseite eine Zweiergruppe mit kleinen Rechteckfenstern und eine Holztür.
Der einschiffige Saal schließt mit einem holzgetäfelten Tonnengewölbe ab. An der Ostseite ist eine Holzempore eingezogen. An der Westwand steht mittig ein Altar, links und rechts davon Sitzbänke, darüber ein Gemälde mit einer Golgathadarstellung des Münchner Professors Wilhelm Beckmann. Die Kapelle bietet Sitzmöglichkeiten für bis zu 60 Personen.
Zu ihrem 100-jährigen Jubiläum wurde die Kapelle renoviert.